# Сніжківська волость
Сніжківська волость — адміністративно-територіальна одиниця Валківського повіту Харківської губернії.
Найбільше поселення волості станом на 1914 рік:
- слобода Сніжків Кут — 4510 мешканців.

Старшиної волості був Дрюченко Анісій Прокопович, волосним писарем — Ситниченко Йосип Семенович, головою волосного суду — Касіяненко Федір Антонович.